# ماشا بروسکینا
ماشا بروسکینا (بلاروسی: Марыя Барысаўна Брускіна؛ ۱ ژانویهٔ ۱۹۲۴ – ۲۶ اکتبر ۱۹۴۱) دختر شجاعی اهل بلاروس بود که به عنوان پرستار داوطلب کمک به سربازان زخمی ارتش سرخ شد. او پس از مداوای بیماران به آنها برای فرار کمک می‌کرد.
پس از شناسائی او را در مرکز شهر «مینسک» به دار آویختند.